# Antoine Alexandre de Canouville
Antoine Alexandre de Canouville est un homme politique français né le 7 juillet 1763 à Paris où il est mort le 18 décembre 1834.

## Biographie
Militaire de carrière sous l'Ancien Régime, il est major en second du régiment de Chartres-Infanterie et chevalier de Saint-Louis. Il émigre en 1791 et s'engage dans l'armée des princes. Il rentre en France en 1802 et devient commandant dans la garde nationale en 1806. Il est député de la Seine-Maritime de 1810 à 1815 et devient baron d'Empire en 1813.
Nommé maréchal de camp en 1817 et fait comte, il entre à la Chambre des pairs le 11 octobre 1832 où il siège dans la majorité ministérielle.
Il fut propriétaire du domaine des Coudrais à Etiolles (Essonne) de 1819 à 1828.

## Source
« Antoine Alexandre de Canouville », dans Adolphe Robert et Gaston Cougny, Dictionnaire des parlementaires français, Edgar Bourloton, 1889-1891 [détail de l’édition] [texte sur Sycomore]
- Philippe Cachau : Etude historique du domaine départemental de la plaine des Coudrais à Etiolles (91), Conservatoire des espaces naturels sensibles, Conseil général de l'Essonne, 2007 (consultable aux Archives départementales à Chamarande).